# 孔斯塔莫尼泰斯修道院
孔斯塔莫尼泰斯修道院 (希臘語：Μονή Κωνσταμονίτου；Konstamonitou Monastery)是希腊阿索斯山的一座东正教修道院，矗立在圣山半岛的东南侧。该修道院在阿索斯山修道院中排名第20位。
该修道院成立于11世纪，供奉圣司提反。修道院有大约20名修士。
图书馆内藏有110册手稿和大约5000册印刷书籍。